# Rainer Brandt (Fußballspieler)
Rainer Brandt (* 6. Oktober 1953) ist ein ehemaliger deutscher Fußballspieler.

## Karriere
Im Sommer 1976 wechselte er zum SV Arminia Hannover. Dort spielte er bis zum Ende der 2. Bundesliga Nord Saison 1979/80 und stand während dieser Zeit unter anderem in der Startelf bei der historischen 0:11-Auswärts-Niederlage gegen Arminia Bielefeld. Nach dieser Saison blieb er in der Region und wechselte zum 1. FC Burgdorf. 